# Euryphura
Euryphura is een geslacht van vlinders uit de onderfamilie Limenitidinae van de familie Nymphalidae.

## Soorten
- Euryphura porphyrion (Ward, 1871)
  - Euryphura porphyrion porphyrion (Ward, 1871)
  - Euryphura porphyrion togoensis Suffert, 1904
  - Euryphura porphyrion grassei Bernardi, 1965
  - Euryphura porphyrion congoensis Joicey & Talbot, 1921
- Euryphura nobilis Staudinger, 1891
- Euryphura achlys (Hopffer, 1855)
- Euryphura chalcis Felder, 1860
- Euryphura plautilla Hewitson, 1864
- Euryphura isuka Stoneham, 1935
- Euryphura albimargo Joicey & Talbot, 1921
- Euryphura albula Suffert, 1904
- Euryphura oliva Suffert, 1904
- Euryphura ochracea Bartel, 1905
- Euryphura vansomereni Jackson, 1956
- Euryphura aurantiaca Aurivillius, 1898
- Euryphura euthalioides Schultze, 1915